# Palpita nonfraterna
Palpita nonfraterna là một loài bướm đêm trong họ Crambidae.